# Fokker F28 Fellowship
Fokker F28 Fellowship je nizozemsko dvomotorno reaktivno regionalno potniško letalo za kratke lete. Načrtovalo in izdelovalo ga je podjetje Fokker, ki je bankrotiralo leta 1996.
Program so oznanili aprila 1962 s sodelovanjem z različnimi evropskimi letalskimi podjetji Fokker, Fokker-VFW, Messerschmitt in Short Brothers. Nizozemska in zahodno nemška vlada so tudi investirale v projekt.
Novo letalo naj bi prevažalo 50 potnikov 1650 kilometrov daleč, pozneje so ga razširili na 65 sedežev. F28 naj bi originalno imel turboventilatorske motorje Bristol Siddeley BS.75, vendar  so pozneje uporabili lažje "Spey Junior", Rolls-Royce Spey
F28 je bil podobne konfiguracije kot BAC One-Eleven in Douglas DC-9, s T-repom, gladkim krilom in motorji nameščenimi v repu letala. Letalo ni imelo obračalnikov potiska.

## Tehnične specifikacije
|                          | -1000                           | -2000                           | -3000                                          | -4000                                     | -6000                                     |
| ------------------------ | ------------------------------- | ------------------------------- | ---------------------------------------------- | ----------------------------------------- | ----------------------------------------- |
| Dolžina:                 | 89 ft 11 in (27,41 m)           | 97 ft 2 in (29,62 m)            | 89 ft 11 in (2.740 m (8.990 ft) 2 in (29.61 m) | 97 ft 2 in (29,62 m)                      |                                           |
| Kapaciteta sedežev:      | 65                              | 79                              | 65                                             | 85                                        | 79                                        |
| Razpon kril:             | 77 ft 4 in (23,57 m)            | 77 ft 4 in (23,57 m)            | 82 ft 3 in (25,07 m)                           | 82 ft 3 in (25,07 m)                      | 82 ft 3 in (25,07 m)                      |
| Površina krila:          | 8.224 sq ft (764,0 m2)          | 8.224 sq ft (764,0 m2)          | 8.500 sq ft (790 m2)                           | 8.500 sq ft (790 m2)                      | 8.500 sq ft (790 m2)                      |
| Maks. vzletna teža:      | 65.000 lb (29.000 kg)           | 65.000 lb (29.000 kg)           | 65.000 lb (29.000 kg)                          | 73.000 lb (33.000 kg)                     | 73.000 lb (33.000 kg)                     |
| Maks. potovalna hitrost: | 528 mph (849 km/h)              |                                 | 523 mph (843 km/h)                             | 523 mph (843 km/h)                        | 523 mph (843 km/h)                        |
| Dolet:                   | 2,000 km                        | 1.350 km (840 mi) (2,743 km)    | 1.180 mi (1.900 km)                            | 1025 nm                                   |                                           |
| Višina leta (servisna):  | 35.000 ft (11.000 m)            | 35.000 ft (11.000 m)            | 35.000 ft (11.000 m)                           | 35.000 ft (11.000 m)                      | 35.000 ft (11.000 m)                      |
| Motorji:                 | 2× Rolls-Royce RB183-2 Mk555-15 | 2× Rolls-Royce RB183-2 Mk555-15 | 2× Rolls-Royce RB183-2 Mk555-15                | 2× Rolls-Royce RB183-2 Mk555-15P turbofan | 2× Rolls-Royce RB183-2 Mk555-15P turbofan |